# Psyttalia ophthalmica
Psyttalia ophthalmica är en stekelart som först beskrevs av Vladimir Ivanovich Tobias 1977.  Psyttalia ophthalmica ingår i släktet Psyttalia och familjen bracksteklar. Inga underarter finns listade i Catalogue of Life.